# Интернашенал-Фолс
Интерна́шенал-Фолс (англ. International Falls) — город на севере США в штате Миннесота, административный центр округа Кучичинг. Население — 5579 человек.
Расположен на левом берегу у истоков реки Рейни-Ривер, на границе с Канадой. Напротив него, на правом берегу реки, располагается канадский город Форт-Франсес; вместе эти два города образуют трансграничную агломерацию. Связь между городами осуществляется по автожелезнодорожному мосту, оборудованному таможенными терминалами. Также в городе имеется сертифицированный ИАТА и ИКАО аэропорт с двумя взлетными полосами.
В 11 километрах к востоку от города располагается национальный парк «Вояжёрс».
Поселение было основано в апреле 1895 года, статус города присвоен в 1909 году.
Считается, что данный город — самое холодное место в континентальной части США, поэтому неофициальное название города — «Холодильник нации». Это прозвище используется как торговая марка, подтвержденная Бюро по регистрации патентов и торговых марок США в 2008 году.
| Показатель                    | Янв.  | Фев.  | Март  | Апр.  | Май   | Июнь | Июль | Авг. | Сен. | Окт.  | Нояб. | Дек.  | Год   |
| ----------------------------- | ----- | ----- | ----- | ----- | ----- | ---- | ---- | ---- | ---- | ----- | ----- | ----- | ----- |
| Абсолютный максимум, °C       | 9,4   | 14,4  | 22,8  | 33,9  | 35,0  | 38,3 | 39,4 | 35,6 | 35,6 | 31,1  | 22,8  | 13,3  | 39,4  |
| Средний суточный максимум, °C | −9,2  | −5,6  | 1,5   | 10,8  | 18,2  | 22,9 | 25,4 | 24,4 | 18,6 | 10,6  | 0,9   | −7,2  | 9,3   |
| Средняя температура, °C       | −15,3 | −12,1 | −4,7  | 4,1   | 11,0  | 16,0 | 18,4 | 17,4 | 12,0 | 5,1   | −3,6  | −12,4 | 3,0   |
| Средний суточный минимум, °C  | −21,4 | −18,5 | −10,8 | −2,7  | 3,7   | 9,1  | 11,4 | 10,4 | 5,4  | −0,6  | −8,1  | −17,6 | −3,3  |
| Абсолютный минимум, °C        | −48,3 | −44,4 | −38,9 | −25,6 | −13,3 | −5   | 0,0  | −2,8 | −7,2 | −16,7 | −35,6 | −40,6 | −48,3 |
| Норма осадков, мм             | 16    | 15    | 24    | 39    | 73    | 100  | 94   | 71   | 76   | 53    | 35    | 21    | 617   |
| Источник: Погода и климат     |       |       |       |       |       |      |      |      |      |       |       |       |       |